# Ferdinand Laub
Ferdinand Laub, né le 19 janvier 1832 à Prague dans le royaume de Bohême (Empire d'Autriche) et mort le 17 mars 1875 à Gries (Tyrol du Sud), est un violoniste et pédagogue allemand de Bohême.

## Biographie
Ferdinand Laub naît à Prague en 1832 dans une famille germanophone. Il apprend le violon auprès de son père, Erasmus Laub, professeur de violon. Dès l'âge de six ans, Ferdinand Laub joue dans un concert privé des variations de Bériot et il fait sa première apparition en public deux ans plus tard. Il se produit ensuite en Bohême, en Moravie et en Autriche. Moritz Mildner assiste à l'un de ses concerts à Prague et, s'intéressant à lui, lui donne des cours privés gratuitement. En 1843-1846, Ferdinand Laub étudie au conservatoire de Prague auprès de Mildner.
Après le soulèvement de Prague en 1848, il doit quitter la Bohême et s'installe à Vienne où il se produit en tant que soliste et prend des leçons de théorie de la musique et de contrepoint auprès de Simon Sechter. En 1853-1855, il dirige la chapelle de Weimar et s'entretient à de nombreuses reprises avec Liszt et Smetana. L'un des biographes de Laub, Josef Zubatý, remarque: « Il ne fait aucun doute que la relation de Laub avec Liszt, avec qui il jouait souvent à Weimar et qui appréciait hautement l'habileté de Laub, a dû avoir une grande influence sur le développement de sa pensée et de son sentiment artistique, ce qui lui a permis de percevoir ce qui était important en musique. »
Il se marie à Weimar avec la cantatrice anglaise Anne Marsh. En 1856-1862, il enseigne au conservatoire et à la nouvelle académie de musique (Neue Akademie der Tonkunst)) de Berlin. Il se produit en tant que virtuose, joue dans des trios et des quartets et fait des tournées en Europe à partir de 1859. Il se rend en Russie en 1859 et en 1865, rencontrant un immense succès. Au début des années 1860, il passe du temps dans sa Bohême natale, prenant part à la vie musicale. Il retourne en 1866 en Russie où il signe un contrat le 1er mars avec la filiale moscovite de la Société musicale russe et à l'automne suivant il est nommé à l'invitation de Nikolaï Rubinstein, professeur au conservatoire de Moscou où il travaille jusqu'en 1874 à la classe de violon et d'orchestre. L'on peut distinguer parmi ses élèves Iossif Kotek, Stanisław Barcewicz, Vassili Villoing, Sergueï Taneïev, etc.
À l'été 1874, Laub part se soigner à Carlsbad; mais la cure ne lui fait pas d'effet et il part pour le Tyrol du Sud. Il meurt à Gries (aujourd'hui quartier de Bolzano) le 18 mars 1875, en chemin pour aller à Meran. Il est enterré à Prague. Sa fille est l'épouse du violoniste Jan Hřímalý qui lui succède à Moscou.

## Œuvre
Le jeu de Laub se distinguait par sa technicité et son expressivité[réf. souhaitée]. Alexandre Serov, Vladimir Odoïevski et Tchaïkovsky ont parlé positivement de lui. Tchaïkovsky croyait que seul Joseph Joachim pouvait rivaliser avec Laub dans le monde entier dans l'interprétation d'œuvres classiques. Tchaïkovsky a dédié son Troisième Quatuor en do mineur à la mémoire de Laub.
Le répertoire de soliste de Laub consistait surtout en des concerti de Beethoven, de Mendelssohn, de Louis Spohr, d'Henri Vieuxtemps, en des sonates et chacones de Bach et des œuvres de Brahms, de Tartini, de Paganini, etc.
Ferdinand Laub est l'auteur de plusieurs compositions, dont un concerto en la mineur pour violon et orchestre, dont Tchaïkovski a fait les louanges (la première a eu lieu en 1874), et un quatuor à corde en do dièze mineur. Il a aussi composé pour le violon seul et pour ensemble avec piano, comme Élégie op. 3, Quatre morceaux (Nocturne, Ballade, Romance, Saltarello) op. 4, Rondo scherzoso op. 6, Romance, Impromptu op. 7, Polonaise op. 8, Quatre morceaux (Canzonetta, Bonheur perdu, Romance sans paroles, Impromptu) op. 12, Drei Concert–Etuden op. 13, Trois morceaux op. 14, Étude en sol majeur (réd. Gueorgui Doulov), Adagio, Holubice od Staňka, ainsi que des transcriptions pour violon du Premier Quatuor à corde de Tchaïkovsky, et des cadences au Concerto pour violon de Beethoven. Laub est aussi l'auteur de chants sur des textes du folklore tchèque op. 2 et op. 9.
Tchaïkovsky note dans son Journal: « À Moscou, il y a un artiste de quatuor, que toutes les capitales d'Europe occidentale regardent avec envie...J'ai pensé que sur cette même scène, il y a exactement un an, un autre violoniste jouait pour la dernière fois devant le public, plein de vie et de force, dans toute la floraison du talent de son génie ; que ce violoniste n'apparaîtrait plus devant aucun public humain, que personne ne serait ravi par cette main qui rendait des sons si forts, puissants et en même temps tendres et caressants. Monsieur Laub est mort à seulement 43 ans. »
Stanislav Heller déclare: « Laub jouait avec une grande intelligence et un sentiment sincère, doux et profondément sain. Les musiciens disaient à juste titre que le violon de Laub chantait vraiment: ce n'était pas un arbre sans vie, c'était un instrument vivant ; le violon faisait partie de son être, la voix de son âme. »